# Phytocoetes gangeticus
Phytocoetes gangeticus is een zeeanemonensoort uit de familie Haliactiidae.
Phytocoetes gangeticus is voor het eerst wetenschappelijk beschreven door Annandale in 1915.